# Астигматизм (медицина)
Астигмати́зм — дефект зрения, характеризующийся неравномерной кривизной полусферы роговицы глаза и отсутствием единой фокусной точки.
В результате наличия астигматизма человек теряет способность к чёткому видению, но наиболее значимым для качества зрения является роговичный астигматизм. Роговица, обычно имеющая форму сферы, при астигматизме может иметь овальную форму, вследствие чего при её прохождении свет не фокусируется в одной точке, а рассеивается, что приводит к нечёткому зрению. В отличие от близорукости или дальнозоркости, при наличии астигматизма нельзя определить расстояние до объекта, которое обеспечит чёткую картинку. Может быть хрусталиковый астигматизм, вызываемый изменением структуры хрусталика, так как он может подстраиваться под неправильную форму роговицы. Оптическими линзами сферической формы дефект компенсируется не полностью. Если у детей до 7 лет астигматизм не компенсировать правильно подобранными очками, он может привести к амблиопии, то есть к отсутствию высокой остроты зрения на всю жизнь. При отсутствии коррекции астигматизм может быть причиной низкой остроты зрения у взрослых и вызывать головные боли и дискомфорт в глазах.
Является одной из разновидностей аметропий, однако для оценки его влияния на остроту зрения имеют значение его абсолютные характеристики (сила, положение главных осей), поскольку людей с идеальной сферичностью роговицы (отсутствием геометрического астигматизма) очень мало, но и в данном случае, с клинической точки зрения, у них имеет место обратный астигматизм, требующий коррекции. Идеальное состояние рефракции глаза (не требующее коррекции) будет при условии наличия прямого астигматизма в 0,75 дптр. без наличия миопии или гиперметропии.
При астигматизме нарушение равномерной кривизны роговой оболочки глаза и/или структуры хрусталика приводит к ухудшению зрения, за счёт искажения фокусируемых в глазу изображений. Световые лучи не сходятся в одной точке на сетчатке, как это происходит в глазу без аметропий, и в результате около сетчатки формируется фокусное изображение в виде сложной объёмной структуры, называемой коноид Штурма. В некоторых случаях изображение вертикальных линий может казаться нечётким, в других горизонтальные или диагональные линии выявятся вне зоны фокусировки. Физиологический, правильный астигматизм появляется в раннем возрасте (обычно вместе с дальнозоркостью или близорукостью), детерминирован регуляторной функцией унаследованных от родителей генов и обычно сформировывается уже после первых лет жизни. После серьёзных травм роговицы или операций на ней может появиться неправильный астигматизм, который очками откорректировать невозможно.
Симптомами астигматизма является понижение зрения, иногда видение предметов искривлёнными, их раздвоение (если смотреть каждым глазом в отдельности), быстрое утомление глаз при работе, головная боль. При одном из способов диагностики окончательное подтверждение наличия роговичного астигматизма, получают после проведения кератометрии, показывающей силу двух главных меридианов и направление их осей. При расширении зрачков раствором атропина или другими мидриатиками и проведения скиаскопии (теневой пробы) можно определить ориентировочный общий астигматизм глаза, что требуется для подбора очков детям.
Метод диагностики астигматизма изобрёл французский офтальмолог Эмиль Жаваль.
- - Сложный дальнозоркий астигматизм — Compound hyperopic astigmatism
  - Сложный миопический (близорукий) астигматизм — Compound myopic astigmatism
- Смешанный астигматизм — Mixed astigmatism

## Распространённость
У большинства людей встречается врождённый астигматизм до 0,75 диоптрий, обычно не приносящий особого дискомфорта.

## Диагностика
Астигматизм легко диагностировать, рассматривая одним глазом лист бумаги с тёмными параллельными линиями — вращая такой лист, астигматик заметит, что тёмные линии то размываются, то становятся чётче.
Специалисты выделяют три степени астигматизма:
- астигматизм слабой степени — до 1 D;
- астигматизм средней степени — от 2 до 3 D;
- астигматизм высокой степени — выше 3 D.

## Коррекция
Постоянное ношение очков с астигматическими линзами. Современная оптометрия располагает и другими способами коррекции, такими как торические контактные линзы, контактные линзы ночного использования (ортокератология). Хирургическое лазерное коррекционное лечение применяется по рекомендации окулиста. Такая операция может быть проведена, если нет непролеченной патологии сетчатки глаза или серьёзных глазных заболеваний. Недиагностированный в детстве астигматизм может привести к амблиопии («ленивый» глаз), когда при полной сохранности глаза и внутриглазных структур у пациента наблюдается низкое зрение, не поддающееся улучшению коррекцией или лечением.

## Подбор очков
Данный дефект компенсируется очками с цилиндрическими линзами, имеющими различную кривизну по горизонтали и вертикали. Однако очками полностью корригировать астигматизм невозможно, поскольку корригирующее стекло находится на некотором расстоянии от поверхности роговицы. Лучший рефракционный эффект имеет коррекция контактными линзами или рефракционная лазерная операция, которые исправляют оптический дефект (восстанавливают правильную сферичность) самой поверхности роговицы.
Чаще всего астигматизм сочетается с близорукостью или дальнозоркостью, поэтому для его компенсации требуются сложные сферо-цилиндрические линзы. Такие линзы (стеклянные и пластмассовые) немногим дороже обычных сферических и не всегда пациент может привыкнуть к использованию таких очков (возможна непереносимость коррекции очками). В таких случаях приходится либо подбирать очки по сфере-эквиваленту (что ухудшает остроту зрения, но позволяет получить нормальную переносимость коррекции), либо рекомендовать пациенту альтернативный метод коррекции (контактные линзы или лазерную операцию).